# Harry Kurschat
Harry Kurschat (ur. 3 listopada 1930 w Berlinie, zm. 21 stycznia 2022 tamże) – niemiecki bokser kategorii lekkiej, półśredniej, srebrny medalista letnich igrzysk olimpijskich w Melbourne w kategorii lekkiej.

## Kariera sportowa
W latach 1958–1964 stoczył 34 walki zawodowe. Pierwszą walkę stoczył 8 lutego 1958 roku z Fernandem Albrechtem w kategorii lekkiej. Wygrał tę oraz 13 kolejnych walk. Karierę zakończył w 1964 roku po remisowej walce z Bodo Wuestenem.